# Lisala flygplats
Lisala flygplats är en flygplats vid staden Lisala i Kongo-Kinshasa. Den ligger i provinsen Mongala, i den norra delen av landet, 1 000 km nordost om huvudstaden Kinshasa. Lisala flygplats ligger 460 meter över havet. IATA-koden är LIQ och ICAO-koden FZGA. Lisala flygplats hade 304 starter och landningar, samtliga inrikes, med totalt 3 055 passagerare, 33 ton inkommande frakt och 14 ton utgående frakt 2015.